# 牧野良二
牧野 良二（まきの りょうじ、1936年1月13日 - 2003年11月12日）は日本の作曲家、中等教育教員。
指揮者の牧野誠は長男。

## 来歴
富山市出身。富山大学教育学部で黒坂富治、小澤慎一郎らに師事する。
大学在学中の1958年（昭和33年）、第13回国民体育大会開催を記念して富山県が公募した「富山県民の歌」の作曲部門で入選する。卒業後は富山市立南部中学校、芝園中学校で音楽教諭を務めた。定年退職後、校内に吹奏楽部の無い市内小規模校の生徒により編成される「富山ジュニア吹奏楽団」を創設して自ら団長に就任したのを始め、合唱団の指導に当たるなど精力的に活動していた。
2003年（平成15年）6月、膵臓癌のため入院し同年11月12日に逝去。享年68（満67歳没）。葬儀では中沖豊富山県知事から代表作「富山県民の歌」について「この歌は多くの県民に歌い継がれ、郷土愛をはぐくんでくれた」と弔電が読み上げられた。